# 48e division (armée impériale japonaise)
Pour les articles homonymes, voir 48e division.
La 48e division (第48師団, Dai-yon-jū-hachi shidan) est une unité d'infanterie de l'armée impériale japonaise basée à Taïwan puis à Timor durant la Seconde Guerre mondiale. Son nom de code est Division Mer (海兵団, Umi-heidan).
Créée le 30 novembre 1940 sur l'île chinoise de Hainan, elle est composée de la 27e brigade mixte indépendante (celle de Taïwan) et du 47e régiment d'infanterie qui est transféré de la 6e division après que celle-ci ait été transformée en format triangulaire. La 48e division est initialement affectée à la 22e armée puis à la 14e armée régionale le 12 août 1941.
La division est basée à Taipei sur l'île de Taïwan durant la seconde moitié de 1941. Cette base est réutilisée en 1944 par la 50e division.
La mécanisation de la 48e division, en même temps que celle de la 5e armée, est achevée le 6 novembre 1941. Elle participe à la conquête de Manille mais pas à la bataille de Bataan. Par la suite, en janvier 1942, elle est transférée à la 16e armée. Elle débarquée à Java le 1er mars 1942 avec le détachement Sakaguchi de la 56e division, capturant Surabaya le 7 mars 1942.
Par la suite, la 48e division sert de force de garnison à Java jusqu'à son transfert à la 19e armée en janvier 1945 et est envoyée sur l'île de Timor. Après la dissolution de la 19e armée le 28 février 1945, la 48e division retourne sous le contrôle de la 16e armée mais reste à Timor jusqu'à la reddition du Japon le 15 août 1945.